# Maestro de la Madonna della Misericordia

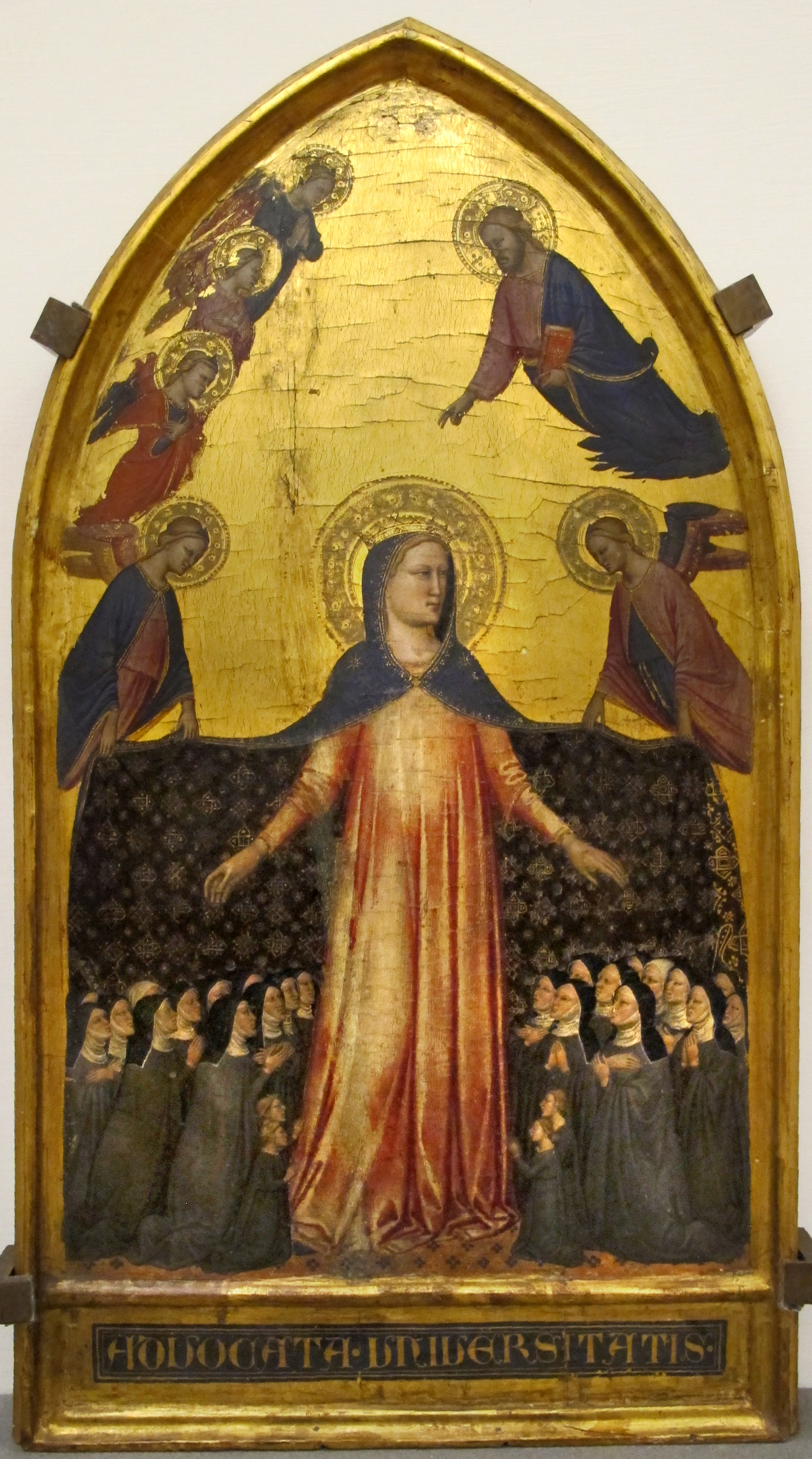
Virgen de la Misericordia, Florencia, Galleria dell'Accademia.

Maestro de la Madonna della Misericordia o maestro de la Misericordia es la denominación convencional por la que se conoce a un anónimo pintor del trecento italiano, activo en la ciudad de Florencia, Toscana, hacia los años de 1370-1400. Fue Richard Offner quien le dio el nombre a partir de una tabla que representa a la Virgen de la Misericordia conservada en la Galleria dell'Accademia de Florencia, aunque para otros investigadores como Miklós Boskovits su autor podría ser identificado con Giovanni Gaddi.
Pintor de estilo italo-gótico a la manera de Andrea de Cione di Arcangelo, podría haber recibido también influencias del sienés Bernardo Daddi, aprendices de Giotto di Bondone. 

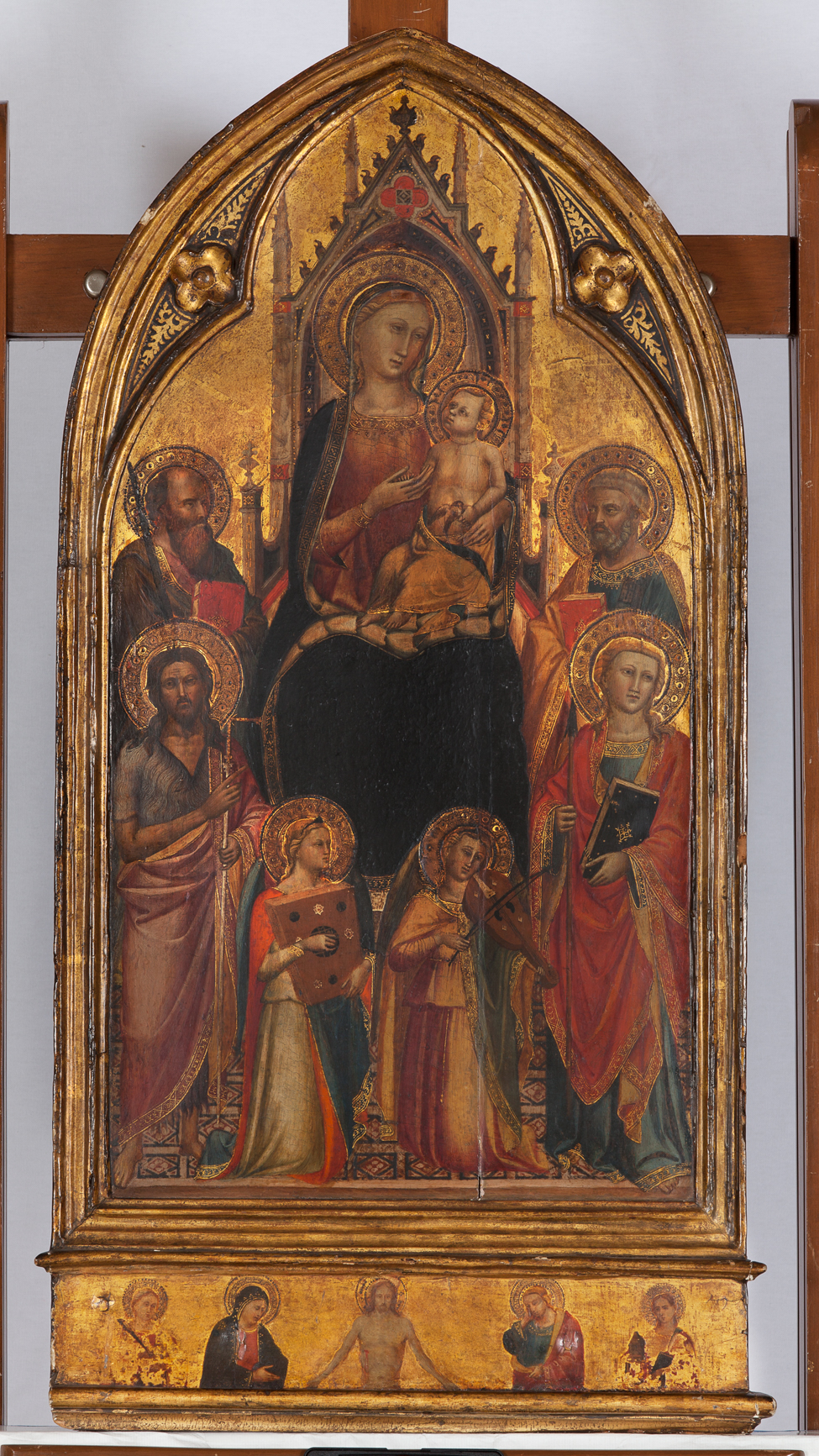
La Virgen y el Niño entronizados con los santos Juan Bautista, Pablo, Pedro, Tomás y ángeles músicos; en predela: Cristo Varón de Dolores, flanqueado por la Virgen María, san Juan Evangelista y dos santas mártires Museo Soumaya

En la atribuida tabla de la Virgen entronizada del Museo Soumaya el maestro anónimo representa a la Virgen dentro de una mandorla dorada a la manera bizantina, aspecto característico de la tradición medieval; las figuras son frontales, planas y hieráticas. La cabeza de la Madona está ligeramente inclinada, su figura es monumental, por otra parte el Niño, quien se encuentra sentado sobre el regazo de su Madre, mira hacia ella para establecer una relación íntima. La proporción de los personajes que se encuentran a los lados es menor a la de la Virgen, lo cual recalca su jerarquía. El maestro de la Misericordia representó en una composición triangular la escena principal y le confirió cierta espiritualidad. A los lados están Pedro y Pablo quienes observan a la Virgen; delante de ellos, Juan el Bautista y Tomás. El artista integró a dos ángeles musicales en la parte inferior para complementar el suceso. En el banco del retablo se admira a Cristo como Varón de Dolores, considerado en la designación bíblica como prefiguración del Mesías, y a los lados, María con Juan Evangelista, y dos vírgenes mártires.

## Obras atribuidas
- Madonna della Misericordia, Florencia, Galleria dell'Accademia.
- La Virgen y el Niño entronizados con los santos Juan Bautista, Pablo, Pedro, Tomás y ángeles músicos, en predela: Cristo Varón de Dolores, flanqueado por la Virgen María, san Juan Evangelista y dos santas mártires, Ciudad de México, Museo Soumaya.
- San Eloy en el taller de orfebrería y San Eloy ante el rey Clotario, tablas de un retablo, Madrid, Museo del Prado.